# Abborragylet (Kyrkhults socken, Blekinge, 624566-141595)
Abborragylet är en sjö i Olofströms kommun i Blekinge och ingår i Skräbeåns huvudavrinningsområde.